# Dieter Baumann
Pour les articles homonymes, voir Baumann.
Dieter Baumann, né le 9 février 1965 à Blaustein, est un athlète allemand, évoluant sur demi-fond et fond.
Courant du 1 500 au 5 000 mètres, il est le seul athlète non africain à rivaliser avec ceux-ci lors des grands championnats. Il utilise son finish de miler pour remporter deux médailles olympiques sur 5 000 mètres, dont le titre lors des Jeux olympiques de 1992 à Barcelone. Il est élu personnalité sportive allemande de l'année 1992.
Il remporte également le titre européen lors des Championnats d'Europe d'athlétisme 1994 à Helsinki. Par contre, il ne réussit pas à obtenir de titre lors des Championnats du monde d'athlétisme : 4e en 1991 après une blessure au tendon qui l'a empêché de concourir l'année précédente, il est de nouveau blessé lors des mondiaux suivants en 1993. En 1995, il n'arrive pas à suivre le rythme de la course et ne finit que 9e. Enfin en 1997, il finit 5e.
L'année suivante, il monte sur 10 000 mètres lors aux Championnats d'Europe d'athlétisme 1998 à Budapest, remportant une médaille d'argent. 
En fin de saison 1999, il est testé positif à la nandrolone et condamné à deux ans de suspension.Il déclarera alors que l'on aurait ajouté une drogue dans son dentifrice. Il manque les Jeux olympiques de 2000 de Sydney. Il revient en 2002 pour remporter une nouvelle médaille d'argent sur 10 000 mètres lors des Championnats d'Europe d'athlétisme 2002 à Munich à l'âge de 37 ans.

## Palmarès
- Jeux olympiques d'été
  -  Médaille d'argent sur 5 000 mètres aux Jeux olympiques de 1988 à Séoul
  -  Médaille d'or sur 5 000 mètres aux Jeux olympiques de 1992 à Barcelone

- Championnats d'Europe d'athlétisme
  -  Médaille d'or sur 5 000 mètres aux Championnats d'Europe d'athlétisme 1994 à Helsinki
  -  Médaille d'argent sur 10 000 mètres aux Championnats d'Europe d'athlétisme 1998 à Budapest
  -  Médaille d'argent sur 10 000 mètres aux Championnats d'Europe d'athlétisme 2002 à Munich

- Championnats d'Europe d'athlétisme en salle
  -  Médaille d'argent sur 3 000 mètres aux Championnats d'Europe d'athlétisme en salle 1987 à Liévin